# Inka Grings
Inka Grings (Düsseldorf, Alemania; 31 de octubre de 1978) es una exfutbolista y entrenadora alemana. Ha sido nombrada la futbolista alemana del año en 1999, 2009 y 2010 por la prensa especializada.

## Trayectoria deportiva
De pequeña Inka Grings tenía ambición de ser tenista, pero el club local de tenis no la aceptó, por lo que en el año 1984 comenzó a jugar fútbol con el equipo TSV Eller 04. En 1995 pasó al equipo FC Rumeln-Kaldenhausen, que luego se convertiría en el FCR 2001 Duisburg, equipo con el que ha permanecido toda su carrera profesional. Grings de inmediato ganó un puesto en el primer equipo, y se convirtió en una de las goleadoras más prolíficas de la Bundesliga femenina. Ha logrado el título de goleo en seis temporadas, y en el año 2000 ganó el campeonato de la Bundesliga anotando 38 goles, que es el récord de goles en una temporada para la liga.
En el año 2006 fue temporalmente suspendida por problemas disciplinarios por el entrenador del equipo. Grings renunció al título de capitana del equipo y solicitó ser transferida, pero tras la renuncia del entrenador, permaneció con el Duisburg. En 2009 ganó la Liga de Campeones de la UEFA femenina y la Copa de la DFB.
A pesar de haber sufrido varias lesiones a lo largo de su carrera, es la máxima goleadora en la historia de la Bundesliga. El 29 de enero de 2011 anotó su gol 350 en fútbol de primera división.

### Selección nacional
Grings debutó con la selección femenina de fútbol de Alemania el 5 de mayo de 1996 en un partido contra Finlandia. Formó parte de la selección durante la Copa Mundial Femenina de Fútbol de 1999, donde anotó tres goles. El año siguiente obtuvo la medalla de bronce en los Juegos Olímpicos de Sídney 2000.
Su carrera con la selección nacional ha sido interrumpida en varias ocasiones por lesiones, No pudo participar en la Copa del Mundo de 2003, o Juegos Olímpicos de 2004 por una seria lesión a su ligamento cruzado anterior, e incluso legó a anunciar el fin de su carrera deportiva, pero el buen progreso de su recuperación la hizo cambiar de opinión.
Fue la máxima goleadora en Eurocopa Femenina 2005 ganada por la selección alemana, pero desacuerdos con la entrenadora del equipo, Silvia Neid, la mantuvieron fuera del equipo para la Copa del Mundo de 2007 y los Juegos Olímpicos de 2008.
Regresó al equipo nacional en el año 2009, cuando se coronó campeona europea en la Eurocopa Femenina 2009 en Finlandia, consiguiendo además el título de goleo del campeonato.
Grings fue nominada para formar parte de la selección alemana para la Copa Mundial Femenina de Fútbol de 2011 en Alemania.

### Entrenadora
En el año 2019 se convirtió en la primera mujer en dirigir un equipo masculino, el SV Straelen de la quinta división del fútbol alemán. Desde el año 2023 dirige la selección de fútbol femenina de Suiza.